# Hagenbrunn
Hagenbrunn è un comune austriaco di 2 187 abitanti nel distretto di Korneuburg, in Bassa Austria; ha lo status di comune mercato (Marktgemeinde). Tra il 1938 e il 1954 fu aggregato alla città di Vienna.

## Geografia fisica
Si trova a est di Bisamberg, nel "distretto del vino" (Weinviertel) della Bassa Austria; circa il 4,41% del territorio comunale è coperto da foreste. Hagenbrunn un tipico villaggio strada, infatti manca di un centro con una piazza; solo nel 2012 è iniziata la costruzione di una piazza del paese che va a far nascere così un centro sociale e di aggregazione cittadino. Questa piazza del paese è stata aperta nel maggio 2017 e da allora è il nuovo centro del paese. Attorno a questa piazza si trovano l'ufficio comunale, diversi negozi, la sala eventi, la scuola elementare, l'asilo, diversi studi medici, la stazione di polizia e due banche.
Le comuni catastali sono Flandorf e Hagenbrunn.

## Economia
Il comune ha una vasta area industriale e nel 2001 il tasso di occupazione è stato del 49,52%. Vi aveva sede la Holland Blumen Mark mbH, una catena di negozio di fiori, fallita nel 2012.

## Sviluppo della popolazione
Hagenbrunn è una comunità di immigrati che ha visto un aumento significativo della popolazione nonostante la politica di insediamento restrittiva.